# Klosterheden
Klosterheden es una gran plantación forestal en Dinamarca que se localiza entre las ciudades de Lemvig y Struer, en el oeste de Jutlandia. Con 6400 ha de superficie, es la mayor plantación del país y la tercera área boscosa, tras los bosques de Silkeborg y el bosque de Rold.
Klosterheden, cuyo nombre significa "el brezal del monasterio" —en referencia al vecino monasterio de Gudum—, era una zona de brezales en una llanura de origen glacial. A finales del siglo XIX el área fue adquirida por el Estado, que empezó a plantar coníferas. Originalmente, Klosterheden se limitaba a una plantación de 4000 ha al este del río Flynder, mientras que una segunda plantación de 2000 ha al oeste de ese río fue bautizada como Kronhede ("brezal de la corona"). Aunque aún se distingue a ambas plantaciones, es más común que el nombre Klosterheden incluya a ambas, las cuales están integradas en un mismo continuo forestal.
A principios del siglo XXI, poco más de la mitad del área está plantada con pícea (Picea abies), pero se está tratando de reducir su presencia y para el futuro se busca tener una relación más equilibrada entre coníferas y árboles latifolios. Entre la fauna, destaca una gran población de ciervo común (Cervus elaphus) y una creciente población de castor europeo (Castor fiber). Los castores, desaparecidos en Dinamarca desde la Edad del Bronce, fueron introducidos en 1999.
Dentro de Klosterheden hay varios túmulos funerarios de la Edad del Bronce. El mayor de ellos, el Dansehøjen, tiene un diámetro de 40 m y data de hace más de 3500 años.